# Kilenclyukú híd
Die Kilenclyukú híd (deutsch etwa: Neunbögige Brücke, wörtlich „neunlöchrige Brücke“, auch Hortobágy-Brücke) ist eine Steinbogenbrücke in der Nähe des ungarischen Ortes Hortobágy im Hortobágyi-Nationalpark. Sie liegt knapp 40 Kilometer westlich von Debrecen und führt die  Hauptstraße Nr. 33 von Debrecen nach Füzesabony über den Hortobágy-Fluss. Mit einer Gesamtlänge von 167,3 m ist die neunbögige Brücke die längste Steinbrücke Ungarns.

## Geschichte
Bereits im 14. Jahrhundert bestand am Ort der heutigen neunbögigen Brücke eine Holzbrücke über den Hortobágy-Fluss. Sie lag entlang der Handelsroute von Pest-Buda nach Siebenbürgen, auf der unter anderem Salz und Vieh gehandelt wurden. Der Handelsweg gewann durch das Aufstreben der Stadt Debrecen ab dem 16. Jahrhundert an Bedeutung. Im Jahr 1699 eröffnete das bis heute bestehende Gasthaus (csárda) am östlichen Ende der Holzbrücke, die drei Jahre später erneuert wurde. Der Wirt der csárda wurde von der Stadt Debrecen mit dem Eintreiben des Wegezolls beauftragt. Die heutige Siedlung Hortobágy entstand erst später.
Der Rat der Stadt Debrecen beschloss 1827 den Neubau der Hortobágy-Querung als Steinbrücke. Der Bau wurde von János Litsmann nach Plänen des Architekten Ferenc Polovny im klassizistischen Stil durchgeführt und 1833 abgeschlossen. Die Steine für den Bau wurden von Tokaj und Tiszacsege aus über die Theiß verschifft und anschließend mit Wägen zur Baustelle gebracht.
Als Teil des Hortobágyi-Nationalparks wurde die neunbögige Brücke 1999 in die Liste des UNESCO-Weltkulturerbes aufgenommen.

## Galerie

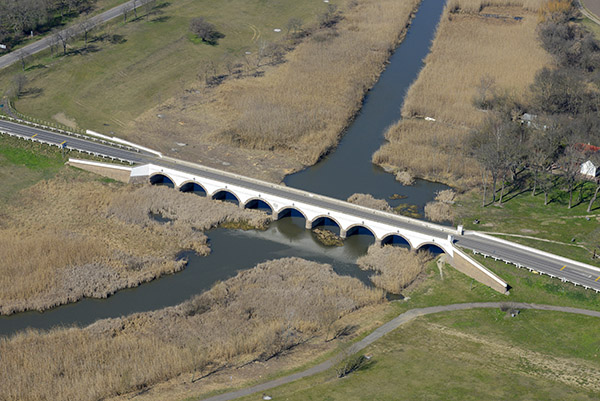
Luftbild
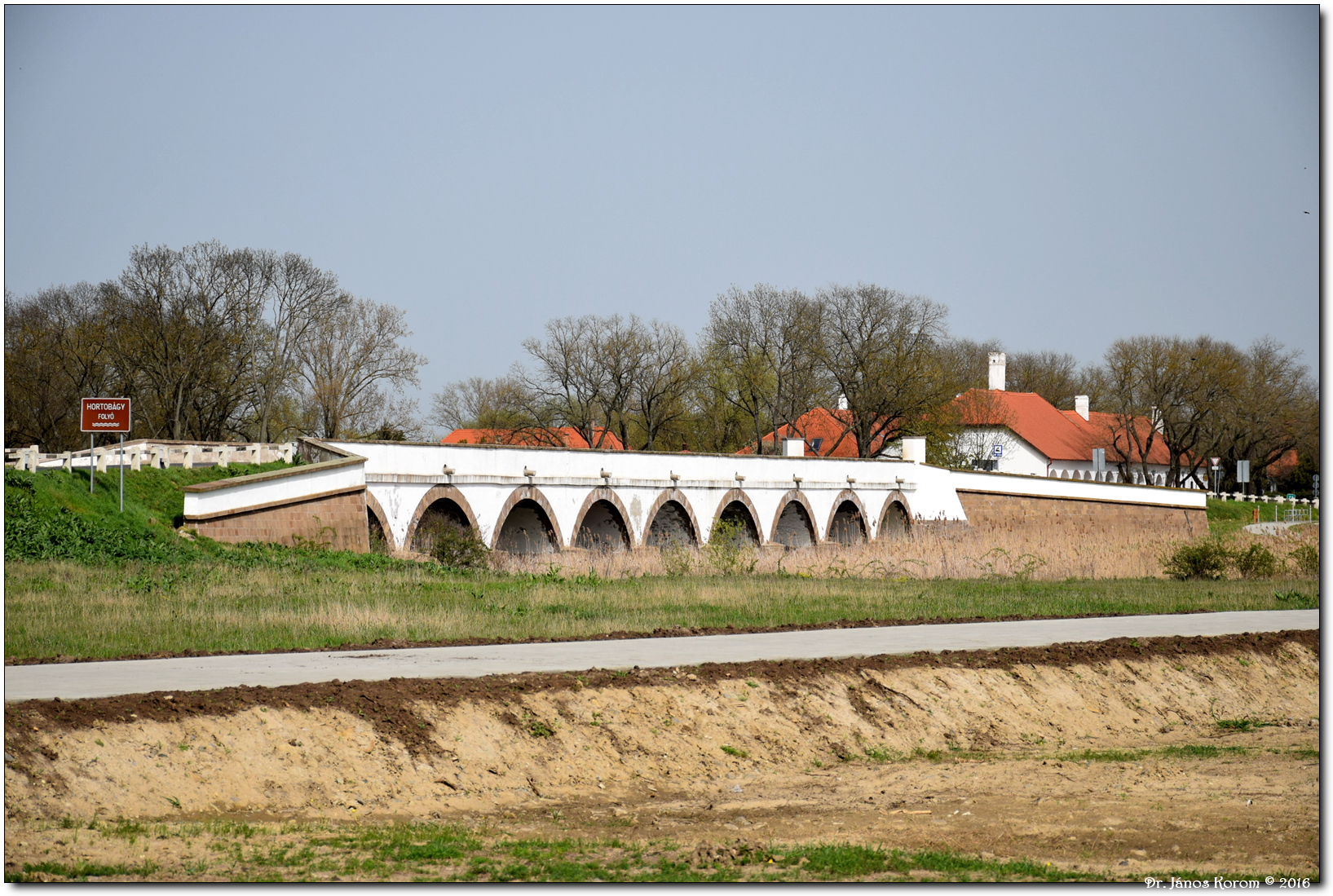
Neunbögige Brücke von Südwesten, im Hintergrund die Hortobágyi csárda
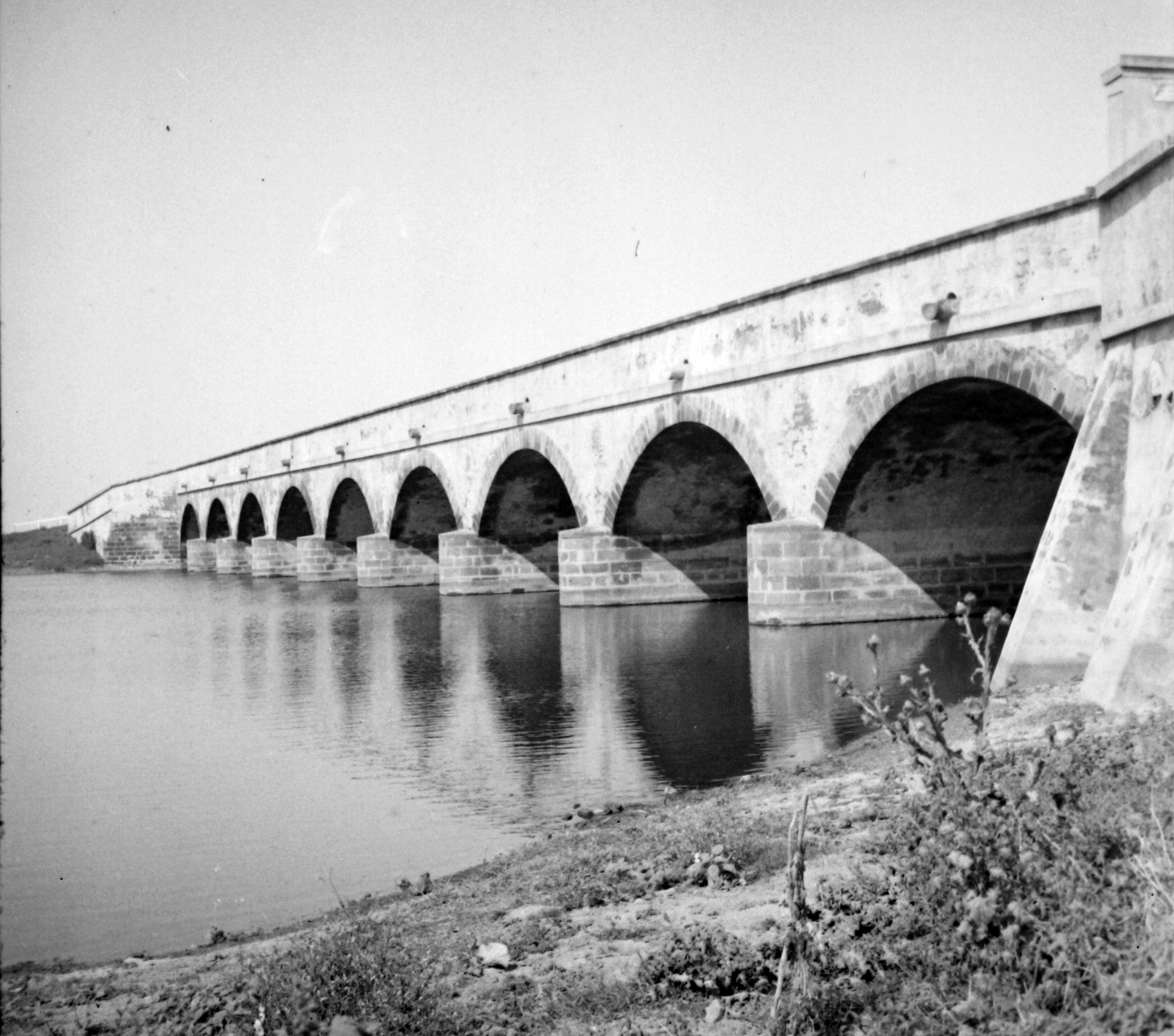
Foto von 1935
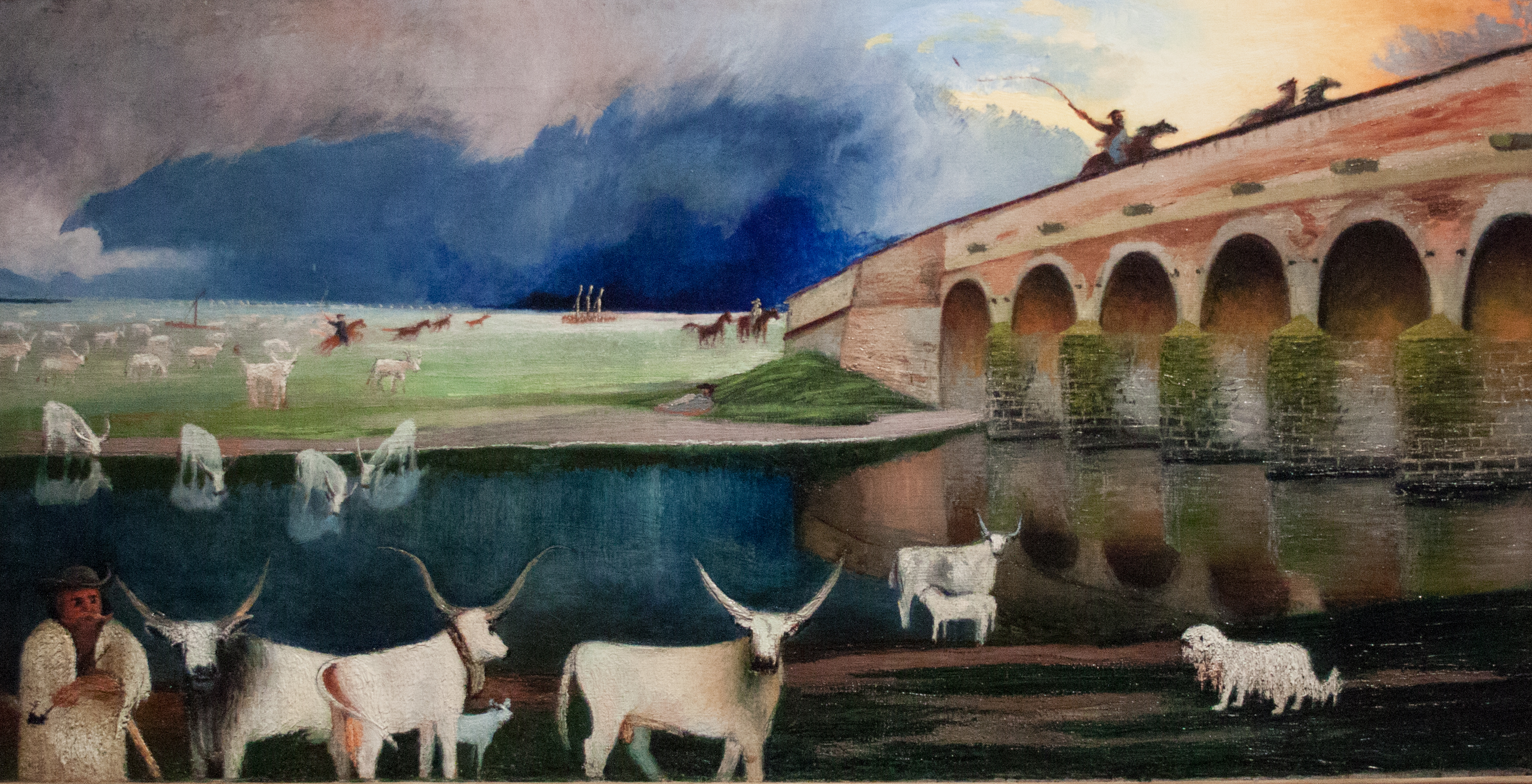
Vihar a Hortobágyon, Gemälde von Tivadar Kosztka Csontváry (Öl auf Leinwand, 117 × 59 cm, 1904)